# Vesteraalens Avis
Le Vesteraalens Avis est un journal norvégien, publié à Stokmarknes et couvrant le district de Vesterålen.

## Histoire
Il a été fondé en 1892. Nanna With le dirige de 1905 à 1908. Le journal paraît trois jours par semaine.
En 2008, il avait un tirage de 2 388 exemplaires, et en 2020 de 1 488.

### Rédacteur-(trice)s en chef
- 1905-1908 : Nanna With
- 1922-1928 : John Giæver